# Aditmari
Aditmari (en bengali : আদিতমারি) est une upazila du Bangladesh dans le district de Lalmonirhat. En 1991, on y dénombrait 176 760 habitants.